# Where Have You Been
«Where Have You Been» (en español: Dónde has estado) es una canción interpretada por la cantante barbadense Rihanna, de su sexto álbum de estudio, Talk That Talk (2011) sirviendo como el quinto sencillo del álbum. La canción fue escrita por Ester Dean, Geoff Mack, Lukasz «Dr. Luke» Gottwald, Henry «Cirkut» Walter y Calvin Harris, con la producción a cargo de los tres últimos. «Where Have You Been» fue lanzado como el tercer sencillo del álbum el 17 de abril de 2012. La pista es una canción dance-pop y techno house que tiene influencias de trance, R&B y hip hop. Está respaldado por «sintetizadores duros y fríos» y contiene una secuencia de ruptura inspirada en el electro. La letra de la canción interpola la canción de Geoff Mack de 1959 «I've Been Everywhere» y habla de una mujer que busca una pareja que la complazca sexualmente.
«Where Have You Been» recibió críticas positivas de la mayoría de los críticos musicales, quienes compararon la canción con el sencillo principal de Talk That Talk, «We Found Love». La pista tuvo un buen desempeño en las principales listas internacionales. En los Estados Unidos, «Where Have You Been» alcanzó el número cinco en el Billboard Hot 100, marcando el vigésimo segundo sencillo de Rihanna entre los diez primeros en la lista. También alcanzó el puesto número uno en México, tanto en la lista de canciones de clubes de baile de Estados Unidos como en la lista de baile del Reino Unido, y en el número tres en la lista de canciones pop de Estados Unidos. Además, alcanzó los cinco primeros puestos en la República Checa, Dinamarca, Francia, Israel y Nueva Zelanda, mientras que alcanzó su punto máximo entre los diez primeros de las listas en veinte países de todo el mundo, incluidos Australia, Bélgica, Noruega y el Reino Unido. La canción está certificada platino o superior en ocho países.
El video musical que acompaña a la canción, dirigido por Dave Meyers, muestra al cantante con una variedad de disfraces y lugares, haciendo referencia a la letra de la canción. Rihanna es vista como un reptil acuático semidesnudo, en un desierto egipcio, una choza de temática africana, y canalizando al dios hindú Shiva con múltiples extremidades. El video recibió una respuesta positiva de los críticos, quienes elogiaron el nuevo enfoque de Rihanna hacia una coreografía más profunda. Rihanna interpretó la canción tanto en Saturday Night Live como en el final de la undécima temporada de American Idol y como parte del espectáculo de medio tiempo del Super Bowl LVII. En 2013 la canción fue nominada a un premio Grammy a la mejor interpretación pop solista.

## Antecedentes
Después del lanzamiento y éxito de su álbum anterior, Loud, la cantante reveló a través de Twitter que dicho álbum sería reeditado con nuevas canciones y lanzado en el otoño de 2011, escribiendo que «La era de Loud continúa con nueva música para agregar a tu colección». En septiembre de 2011, Rihanna volvió a usar Twitter para confirmar que los planes de reeditar Loud habían sido descartados, la cantante publicó que «[Yo] había pensado en un re-lanzamiento, ¡pero Loud tiene su propio cuerpo de trabajo!, además [que] ustedes trabajan tan duro que merecen algo completamente nuevo». [sic]
En una entrevista con MTV News en agosto de 2011, el dúo de productores musicales The Juggernauts, quienes escribieron y produjeron la canción influida por el reggae «Man Down», del álbum Loud, revelaron que la cantante estaba a punto de completar su sexto álbum de estudio. El dúo también confirmó que habían escrito dos temas para su posible inclusión en el álbum y que estaban interesados en escribir un tercero.

## Composición
"Where Have You Been" fue escrita por Dr. Luke, Calvin Harris, Henry Walter, Ester Dean y Geoff Mack, mientras que la producción fue hecha por los tres primeros. "Where Have You Been" es una de las dos canciones coescritas y coproducidas por Calvin Harris para ser incluidas en Talk That Talk, siendo la otra We Found Love donde Harris aparece como artista invitado. Musicalmente, "Where Have You Been" es una canción dance-pop, eurodance, dubstep y house, y con influencias del R&B y del hip hop con un compás de 4/4.

## Video musical
Rihanna comenzó a rodar el video musical de la canción el 8 de marzo de 2012 en Los Ángeles, California. Al revelar la noticia, ella tuiteó: "Video shoot goin MAJAH!!! Longest day everrrrr tho!!! #WHEREhaveUbeen #stillgoin [sic]", con una foto de ella misma en topless con cabello natural en el set del video musical.
El vídeo cuenta con una coreografía dirigida por Nadine "Hi-Hat" Ruffin, quien ha trabajado con Rihanna previamente en sus actuaciones en los Premios Grammy y Brit Awards.
El video se estrenó el 30 de abril de 2012 y ha sido etiquetado como "rompe-record" en VEVO, debido a que en ese entonces fue el vídeo con mayor número de visitas en 24 horas, con un total de 4,937,281 reproducciones, superando el récord que tenía el vídeo de la canción "Stupid Hoe" de Nicki Minaj. La producción del vídeo tuvo un increíble costo de 62000 dólares, sin embargo el coste fue asumido por la propia Rihanna quien vio la inversión como una manera de catapultar más el éxito que ya de por sí ha conseguido.

### Trama
El concepto del video muestra a Rihanna viajar por distintos lugares "en busca de un hombre que le gusta". El video comienza con una toma de agua fluyendo, que parece estar situada en un área pantanosa. La cabeza de Rihanna se muestra entonces flotando sobre el agua cuando empieza el primer verso. Entonces se ve parte de su espalda parecida a la de un reptil emergiendo de la marisma. Luego se ven escamas parecidas a la de un reptil cubriéndole los senos. Cuando el estribillo inicia, un primer plano del rostro de Rihanna se muestra, la mitad cubierto por un chal, idéntica a la portada del sencillo. Entonces la coreografía comienza mostrando a la cantante con un grupo de bailarines detrás de ella, vestidos con trajes tribales en un lugar parecido a un desierto egipcio. Se muestran árboles secos, así como una fogata y un cielo estrellado. Escenas donde Rihanna aparece semidesnuda se intercalan, con un látigo hecho de pelo que cubren sus senos simultáneamente.
El segundo verso comienza, la cantante aparece en una cabaña africana en el suelo, rodeada de bailarinas. Empieza a cantar en el suelo, luego pone su pierna por encima de su cabeza, antes de levantarse una y otra vez, interpretando una coreografía. Los bailarines entonces simulan hacer la forma de un ojo, con Rihanna en el centro de la pupila. En esta escena lleva un conjunto de encaje negro con un corte de pelo natural rizado. Esto es seguido con la cantante en un nido de aves de gran tamaño, para volver luego con su peinado salvaje anterior realizando una coreografía más compleja, con bailarinas, esta vez con efectos fluorescentes de color verde. La penúltima escena muestra a Rihanna en un vestido largo iluminado por luz neón roja, mientras que la cantante muestra lentejuelas en la cara. A continuación, la cantante parece canalizar al Dios hindú Visnú, como múltiples brazos rodeando su cuerpo. En la escena final, Rihanna y sus bailarines masculinos vistos anteriormente, empiezan a descender poco a poco en la marisma, donde Rihanna se sumerge completamente.

## Versiones
| Descarga digital |                                                   |          |  |
| N.º              | Título                                            | Duración |  |
| 1.               | «Where Have You Been» (Original Versión)          | 4:03     |  |
| 2.               | «Where Have You Been» (Hardwell Club Mix)         | 6:35     |  |
| 3.               | «Where Have You Been» (Hardwell Radio Edit)       | 3:45     |  |
| 4.               | «Where Have You Been» (Héctor Fonseca Club Mix)   | 8:00     |  |
| 5.               | «Where Have You Been» (Héctor Fonseca Radio Edit) | 3:58     |  |
| 6.               | «Where Have You Been» (Knick Knack Remix)         | 4:17     |  |
| 7.               | «Where Have You Been» (Paperchaser Club Mix)      | 6:37     |  |
| 8.               | «Where Have You Been» (Paperchaser Radio Edit)    | 3:58     |  |
| 9.               | «Where Have You Been» (Vice Extended Mix)         | 5:36     |  |
| 10.              | «Where Have You Been» (Vice Radio Edit)           | 3:40     |  |

## Posicionamiento en listas
| País            | Lista                          | Mejor posición |
| --------------- | ------------------------------ | -------------- |
| Australia       | Australia Singles Chart        | 6              |
| Austria         | Ö3 Austria Top 40              | 20             |
| Bélgica         | Ultratop 40 (Flandes)          | 9              |
| Bélgica         | Ultratop 40 (Valonia)          | 6              |
| Brasil          | Brazil Hot 100                 | 1              |
| Brasil          | Brazil Hot Pop                 | 1              |
| Canadá          | Canadian Hot 100               | 5              |
| Corea del Sur   | Gaon Chart                     | 24             |
| Dinamarca       | Tracklisten                    | 4              |
| España          | PROMUSICAE                     | 16             |
| Estados Unidos  | Billboard Hot 100              | 5              |
| Estados Unidos  | Billboard Pop Songs            | 3              |
| Estados Unidos  | Billboard Hot Dance Club Songs | 1              |
| Francia         | French Singles Chart           | 2              |
| Irlanda         | Ireland Singles Chart          | 8              |
| Israel          | Media Forest                   | 1              |
| Italia          | Italy Singles Chart            | 23             |
| Japón           | Japan Hot 100                  | 6              |
| México          | Mexico Top Inglés              | 1              |
| México          | Mexican Airplay Chart          | 1              |
| Noruega         | VG-lista                       | 8              |
| Nueva Zelanda   | New Zealand Singles Chart      | 4              |
| Panamá          | Panamá Top Singles             | 3              |
| Países Bajos    | Dutch Top 40                   | 12             |
| Perú            | Peru Singles Charts            | 5              |
| Perú            | Peru Radio Songs               | 8              |
| Polonia         | Polish Video Chart             | 2              |
| Reino Unido     | UK Singles Chart               | 6              |
| Reino Unido     | UK Dance Charts                | 1              |
| República Checa | Czech Republic Singles Chart   | 6              |
| Rumania         | Romanian Top 100               | 28             |
| Suecia          | Sverigetopplistan              | 27             |
| Suiza           | Swiss Music Charts             | 15             |

| País/Región    | Certificación | Ventas certificadas | Ref.   |
| -------------- | ------------- | ------------------- | ------ |
| Australia      | 3× Platino    | 210 000             | [ 29 ] |
| Bélgica        | Oro           | 15 000              | [ 30 ] |
| Dinamarca      | Platino       | 30 000              | [ 31 ] |
| Estados Unidos | 4× Platino    | 4 000 000           | [ 32 ] |
| Italia         | Platino       | 30 000              | [ 33 ] |
| México         | Platino       | 60 000              | [ 34 ] |
| Nueva Zelanda  | Platino       | 15 000              | [ 35 ] |
| Suecia         | 2× Platino    | 80 000              | [ 36 ] |
| Reino Unido    | Oro           | 400 000             | [ 37 ] |